# Dragon (Automarke)
Dragon war eine französische Automarke.

## Unternehmensgeschichte
Das Unternehmen P. Milhuet aus Sancerre begann 1913 mit der Produktion von Automobilen, die als Dragon vermarktet wurden. Im gleichen Jahr endete die Produktion bereits wieder.

## Fahrzeuge
Im Angebot standen die Modelle 6 CV mit Einzylindermotor und 10 CV mit Vierzylindermotor. Die Karosserien boten wahlweise Platz für zwei oder vier Personen.